# Yoshida Mitsuyoshi
Yoshida Mitsuyoshi (吉田 光由) (1598 – 8 januari 1672) was een Japanse wiskundige uit de Edoperiode. Zijn meest bekende werk is het wiskundige boek Jinkōki, dat veel invloed had op latere wiskundige schrijvers en wiskundeonderwijs in Japan. Zijn naam wordt in de Sino-Japanse manier van lezen weergegeven als Yoshida Kōyū.
Hij was een student van Kambei Mori. Zijn medestudenten waren Imamura Chisho en Takahara Kisshu. Yoshida werd bij tijdgenoten bekend als een van de Drie Wiskundigen.

## Leven

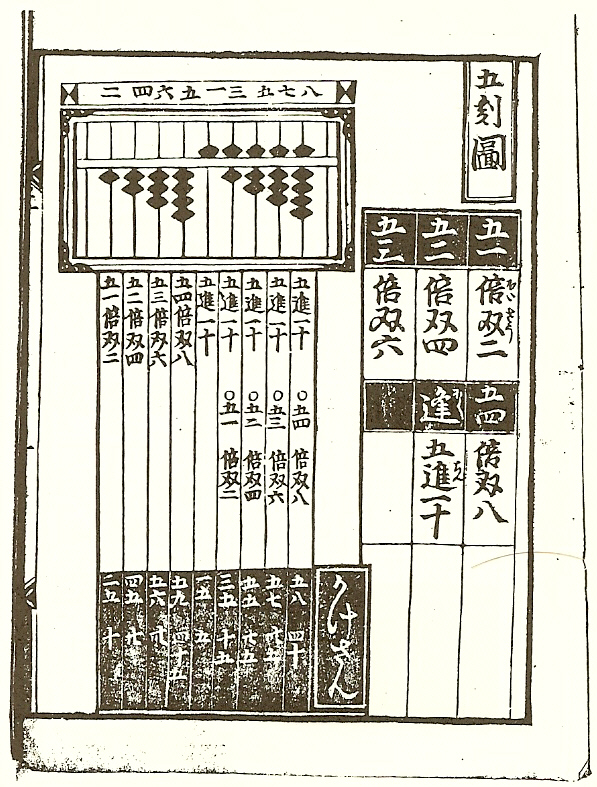
uit Jinkōki (1641)

Yoshida was de zoon van een arts en een inwoner van Saga, een voorstad van Kioto. Zijn relatie met de rijke koopmansfamilie Suminokura gaf hem de mogelijkheid om een uitgebreide training te volgen in de Chinese Wiskunde en gaf hem toegang tot bepaalde werken zoals de Suanfa Tongzong die in 1592 gepubliceerd werd en waar hij later beroep op zou doen in zijn eigen werk.